# 邻位交叉效应

图中左、右两种结构展示了丁烷的两种交错式构象，其中后者为邻位交叉的构象。

图示为丁烷势能与两个甲基夹角的关系。其中夹角为±60°的两个稳定平衡构象即为邻位交叉的构象。

在有机化学中，鄰位交叉（英語：Gauche）指的是在兩相鄰基團的二面角為60°下產生的構象異構。國際純粹與應用化學聯合會(IUPAC)定義鄰位交叉的基團需傾斜對齊連接相鄰原子的基團（傾斜對齊即：經旋轉後可以對齊）。
在立體化學中，鄰位交叉的相互作用會阻礙化學鍵的轉動。以丁烷為例，它有兩種可能的交错式构象（稳定平衡状态），对应不同的勢能，兩個甲基可能呈反式（英語：Anti）構象，或者彼此間二面角為60°。後者兩甲基即為鄰位交叉，並且甲基間鄰位交叉相互作用產生的相對勢能為3.8KJ/mol。一般來說鄰位交叉的旋轉異構物較反式的旋轉異構物來得不穩定。

## 鄰位交叉效應
在一些特定的化合物中，可能出现鄰位交叉的旋轉異構物較反式的旋轉異構物更为稳定的反常情况。这一现象被称为鄰位交叉效應。 例如:1,2-二氟乙烷(H2FCCFH2)受鄰位交叉效應影響，鄰位交叉的旋轉異構物較反式的旋轉異構物來得穩定。在气态下，前者势能大约比后者低2.4-3.4 KJ/mol。另一个例子是1,2-二甲氧基乙烷。

1,2-二氟乙烷的鄰位交叉效應

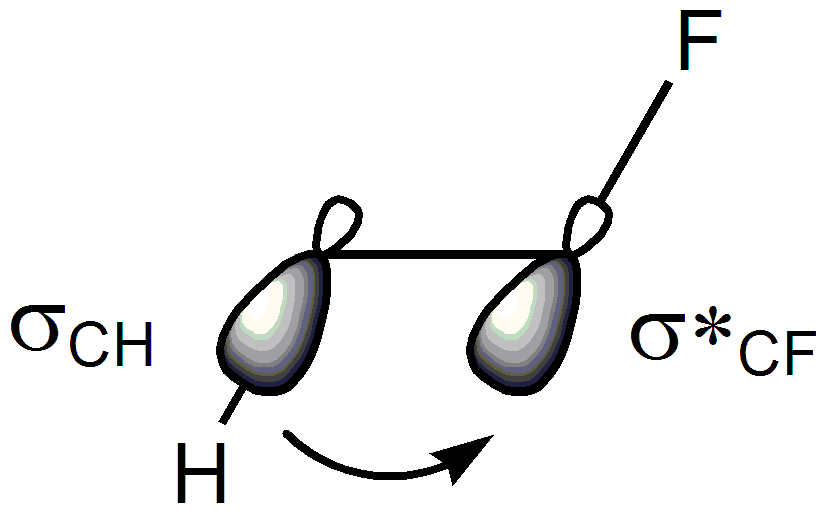
以超共軛效應模型解釋1,2-二氟乙烷的鄰位交叉效應

鄰位交叉效應的解釋有兩種：超共軛效應和彎曲鍵。
在超共軛效應模型中，認為穩定鄰位交叉異構物的原因是C-H的σ成键轨道提供電子密度給C-F的σ*反键轨道。由於氟的电负性較大，因此C-H的σ軌域是比C-F的σ軌域更好的電子供體，而C-F的σ*軌域是比C-H的σ*軌道更好的電子受體。只有鄰位交叉構型才能允許較好的供體與受體有好的重疊。
在彎曲鍵模型中，二氟乙烷的鄰位交叉效應是由於氟的电负性大，增加了兩個C-F上p軌域的性質，導致中央C-C鍵結上下左右面的電子密度增加，如果為鄰位交叉構型則結果所產生的軌域重疊減少可由彎曲鍵的形成進行部分補償。以這兩種模式來說，二氟乙烷的鄰位交叉效應的主要原因通常認為是超共軛效應。
兩種旋轉異構物的分子結構可以經由高解析度的紅外光譜加上電腦的處理而得。 根據上述的模型，反式旋轉異構物C-C鍵的鍵長比較長（154.1 pm，鄰位交叉旋轉異構物為150 pm），由於鄰位交叉旋轉異構物氟原子間立體空間上的斥力，增加了C-C-F的鍵角（3.2°），也增加F-C-C-F的二面角（從理論上的60°變成71°）。
对1,2-二氟-1,2-二苯基乙烷（相当于1,2-二氟乙烷中两个氢被苯基取代的产物）的X射线衍射研究和质子耦合常数的测定表明，在(1R,2S)-1,2-二氟-1,2-二苯基乙烷及其对映体中，两个苯基采取反式构象而两个氟原子采取邻位交叉构象。而在(1R,2R)-1,2-二氟-1,2-二苯基乙烷中，苯基和氟原子均采取邻位交叉构象。根据计算结果，这一构象比反式构象稳定0.88KJ/mol。
有文献报道了在一个全顺式四氟代的分子中观察到了邻位交叉效应。该分子中最后一个氟原子由以下反应引入：
此外由於反式和邻位交叉異構物的極性相差很大，因此邻位交叉效应受溶劑效應的影響也很大。例如:2,3-二硝基-2,3-二甲基丁烷，其固態只存在鄰位交叉異構物，而其在苯溶液中鄰位交叉異構物占79%，但四氯化碳溶液中鄰位交叉異構物占42%。

## 相關链接
- 端基异构效应